# Certhionyx variegatus
Papa-mel-alvinegro (Certhionyx variegatus) é uma espécie de ave da família Meliphagidae.
É endémica da Austrália.